# Griesheimer Düne

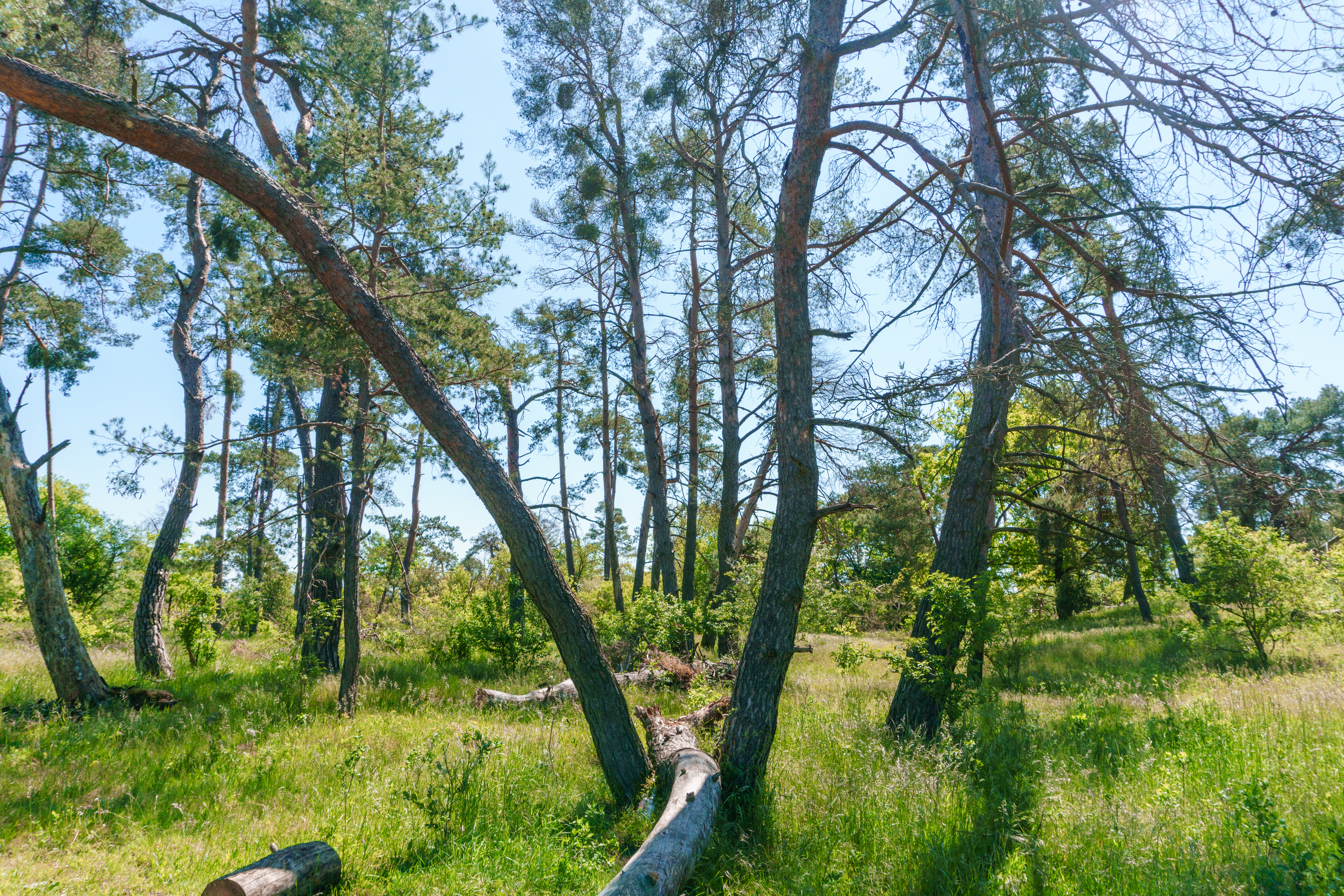
Griesheimer Düne (2020)

Die Griesheimer Düne, vollständiger amtlicher Name: Griesheimer Düne und Eichwäldchen, ist ein zirka 46 ha großes Natur- und Landschaftsschutzgebiet bei Griesheim auf ehemals Griesheimer und jetzt Darmstädter Gemarkung und beherbergt seltene Tiere und Pflanzen, die in kalkhaltigen Sand- und Steppengebieten vorkommen. Aus diesem Grund ist es seit 2000 auch als FFH-Gebiet und seit 2004 als Europäisches Vogelschutzgebiet "Griesheimer Sand" ausgewiesen.
Besondere Vögel wie die Heidelerche, der Steinschmätzer, das Schwarzkehlchen oder der Wiedehopf leben hier.
Ebenfalls beherbergt das Naturschutzgebiet eine Reihe gefährdeter Insektenarten, wie die Kreiselwespe, den Walker, die Große Wiesenameise, die Italienische Schönschrecke, sowie zahlreiche weitere geschützte Arten der Grabwespen, Raubfliegen, Ameisen, Kurzfühlerschrecken oder Käfer.
Zu den typischen Pflanzenarten dieser Landschaft zählen Steppengräser und Blütenpflanzen des Sandmagerrasens. Die gerade da gemeinsam gedeihenden Sand- und Steppenpflanzen gehören zu den in Mitteleuropa am meisten gefährdeten Pflanzenformationen und stehen unter europäischem Schutz.
Es handelt sich um eine Landschaftsform, die in der letzten Kaltzeit durch Sandaufwehungen entstanden ist. Die Landschaft im „Griesheimer Sand“  war in den vergangenen Jahrzehnten intensiver militärischer Nutzung ausgesetzt (→ Truppenübungsplatz Griesheim), hierdurch wurde das Gelände weitestgehend baumfrei gehalten, was der Steppenvegetation zugutekam.

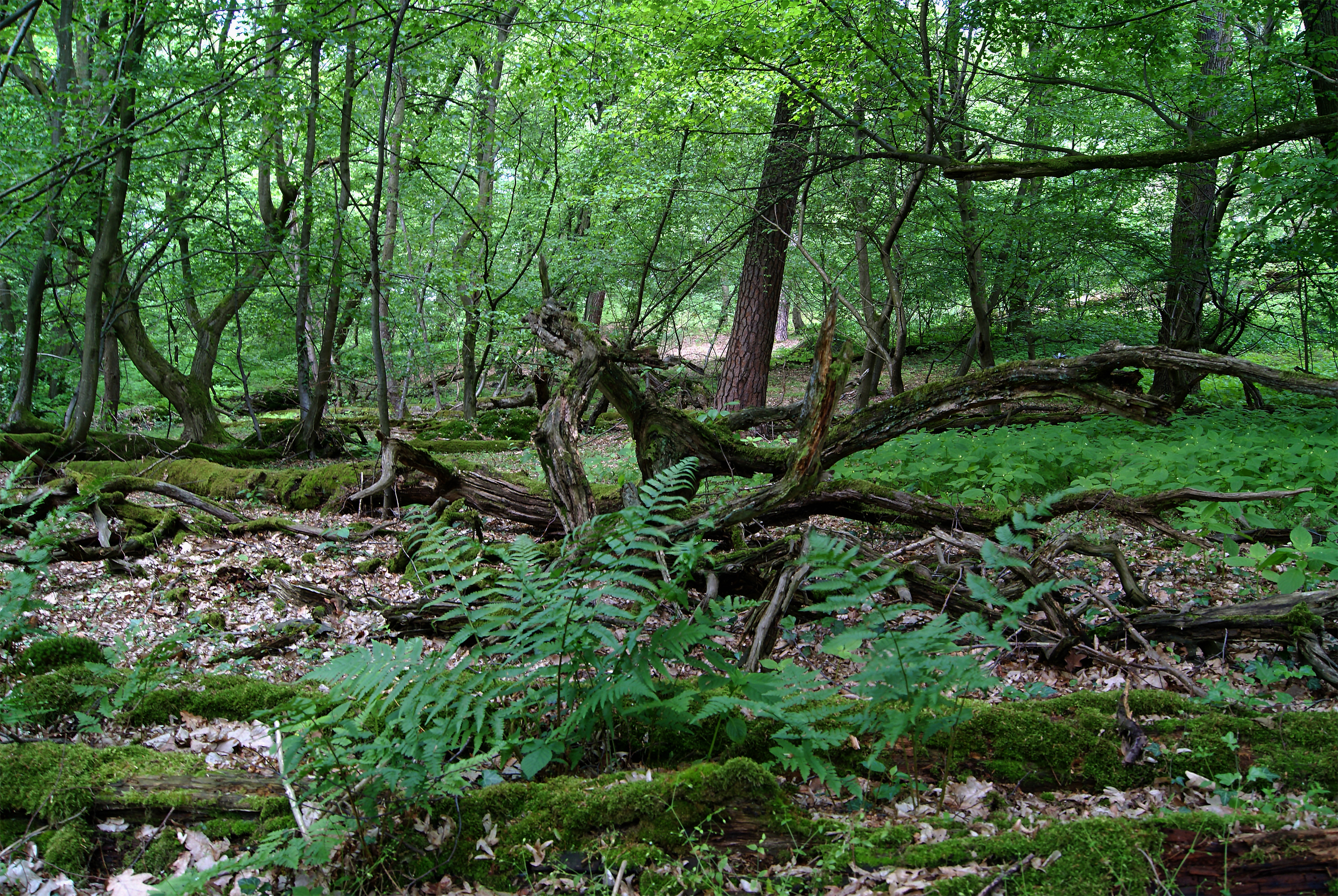
Griesheimer Düne und Eichwäldchen. Aufnahme im Eichwäldchen.

Der Spargelanbau in diesem Sandgebiet breitete sich enorm aus und zerstörte große Teile der einst weit ausgedehnten Düne. Einige Hügel wurden von Planierraupen beseitigt. Das, was heute von dieser Landschaft übrig geblieben ist, steht seit 1953 unter Schutz.